# Acanthophis
Acanthophis Daudin, 1803 è un genere di serpenti elapidi, comunemente noti come vipere della morte, originari dell'Australia, della Nuova Guinea e delle isole vicine.
Il nome del genere deriva dal greco antico akanthos/ἄκανθος (spina dorsale) e ophis/ὄφις (serpente), riferendosi alla spina dorsale della coda.

## Descrizione

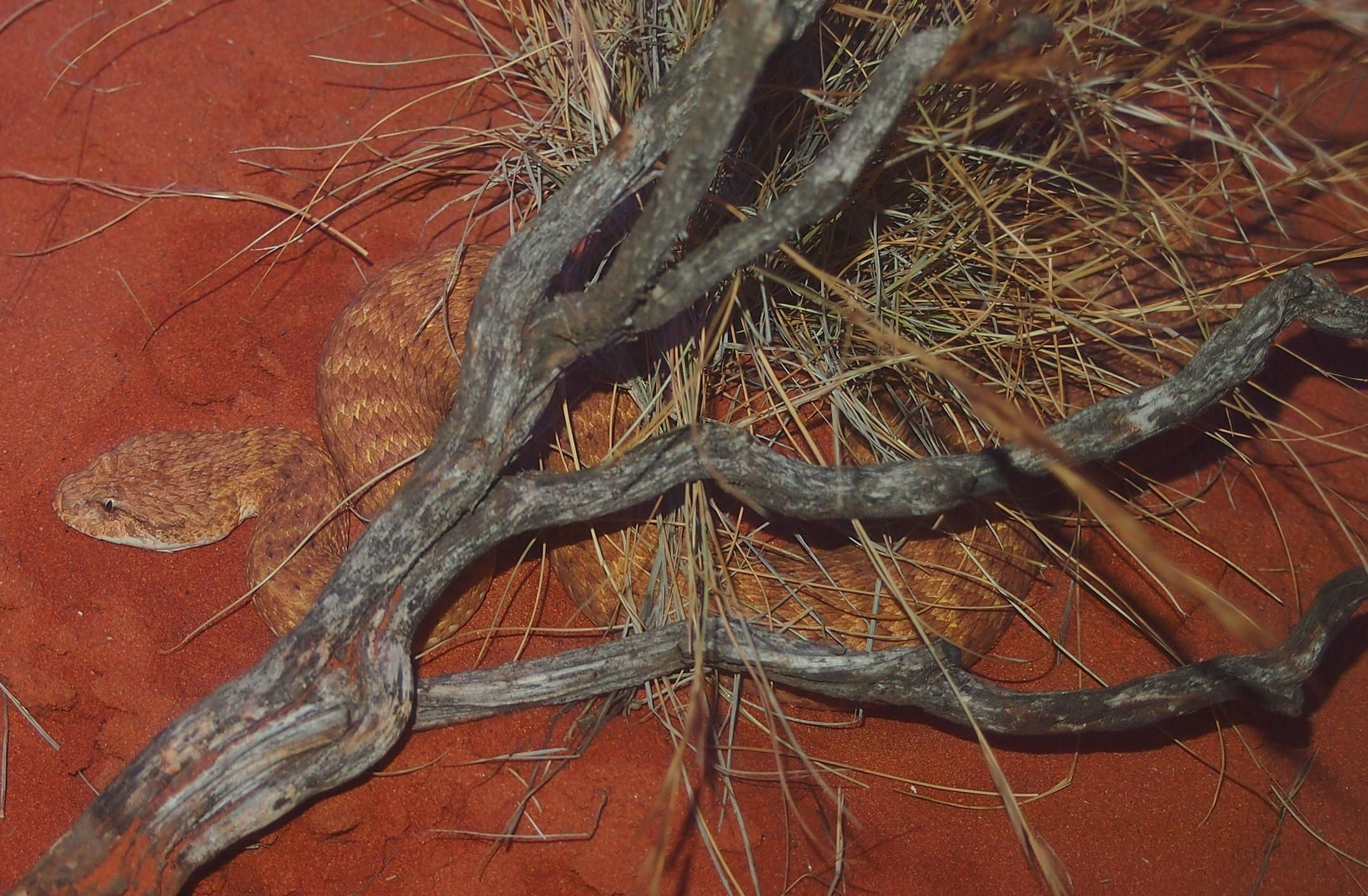
A. pyrrhus

Le vipere della morte hanno un aspetto molto simile alle comuni vipere, con un corpo corto e robusto, teste a cuneo e piccole squame suboculari. Hanno anche pupille verticali e tante piccole scaglie sulla parte superiore della testa. Le loro zanne sono anche più lunghe e più mobili rispetto alla maggior parte degli altri Elapidi, sebbene siano ancora lontane dalle dimensioni viste in alcune delle vere vipere. Nonostante il loro nome comune, non sono imparentate con le vipere, che sono membri della famiglia Viperidae, ed il loro aspetto simile è dovuto a un'evoluzione convergente.
Normalmente, questi serpenti impiegano 2-3 anni per raggiungere le dimensioni adulte. Le femmine sono generalmente leggermente più grandi dei maschi. Possono anche essere facilmente distinti dagli altri serpenti australiani grazie all'estremità della coda, molto sottile e più chiara del resto del corpo, che viene utilizzata per attirare la preda. La maggior parte delle specie ha una colorazione a bande, sebbene il colore stesso sia variabile, a seconda dell'habitat che prediligono. I colori sono generalmente neri, grigi o rossi e gialli, ma includono anche colorazioni marrone e grigio-verdastro.

## Tassonomia
Sebbene le vipere della morte assomiglino alle vipere della famiglia Viperidae, in realtà sono membri della famiglia Elapidae, essendo più strettamente legate a cobra, mamba e serpenti corallo.
Non è chiaro quante specie includa questo genere. Tradizionalmente, sono state riconosciute solo A. antarcticus, A. praelongus e A. pyrrhus. Nel 1998, sono state descritte cinque nuove specie (A. barnetti, A. crotalusei, A. cummingi, A. wellsi e A. woolfi) e nel 2002 ne sono state descritte altre tre (A. groenveldi, A. macgregori e A. yuwoni). Tuttavia, tutte queste nuove specie vennero accolte con scetticismo, e solo la specie A. wellsi, di cui venne pubblicata una descrizione estesa, è stato ampiamente riconosciuta. Esiste un'ulteriore confusione sulle vipere della morte della Papua Nuova Guinea e dell'Indonesia, che sono state variamente collocati in A. antarcticus o A. praelongus. Nel 2005, è stato dimostrato che nessuno delle due posizioni è appropriata, e che le vipere della morte della Nuova Guinea si dividevano in due principali clade: A. laevis dalle scaglie relativamente lisce (comprese le vipere della morte di Ceram), e A. rugosus dalle scaglie più ruvide. Quest'ultima può essere diviso in due sotto-clade; il primo, A. rugosus sensu stricto, della Nuova Guinea meridionale, ed il secondo, A. hawkei, del Queensland settentrionale e del Territorio del Nord in Australia. È probabile che alcune di queste includano più di una specie, poiché le popolazioni incluse in A. laevis mostrano ampie variazioni sia nei motivi dei colori sia nell'anatomia delle scaglie.
| Specie di vipere della morte                                  | Specie di vipere della morte | Specie di vipere della morte  |
| Nome comune e binomiale                                       | Immagine                     | Distribuzione                 |
| ------------------------------------------------------------- | ---------------------------- | ----------------------------- |
| Vipera della morte comune (Acanthophis antarcticus)           |                              | Australia                     |
| Vipera della morte indonesiana (Acanthophis ceramensis)       |                              | Indonesia (Ceram, Tanimbar)   |
| Vipera della morte di Kimberly (Acanthophis cryptamydros)     |                              | Australia                     |
| Vipera della morte di Barkly Tableland (Acanthophis hawkei)   |                              | Australia                     |
| Vipera della morte dalle scaglie lisce (Acanthophis laevis)   |                              | Indonesia, Papua Nuova Guinea |
| Vipera della morte settentrionale (Acanthophis praelongus)    |                              | Australia                     |
| Vipera della morte del deserto (Acanthophis pyrrhus)          |                              | Australia                     |
| Vipera della morte dalle scaglie ruvide (Acanthophis rugosus) |                              | Australia, Indonesia          |
| Vipera della morte di Pilbara (Acanthophis wellsi)            |                              | Australia                     |

## Origine del nome
Quando i primi coloni arrivarono in Australia, chiamarono le vipere della morte, "vipere sorde". A differenza di altri serpenti che tendono a scappare se disturbati dagli uomini, le vipere della morte mantengono la propria posizione affidandosi al proprio mimetismo, portando all'idea che questi serpenti fossero sordi. Tuttavia, le vipere della morte, come altri serpenti, in realtà, percepiscono le vibrazioni del terreno.

## Caccia
A differenza della maggior parte dei serpenti, le vipere della morte non cacciano attivamente, prediligendo l'agguato, attirando la loro preda con la punta della coda. Quando hanno fame, le vipere della morte si seppelliscono nel substrato di foglie morte, terra o sabbia, a seconda del loro ambiente. L'unica parte del corpo che espongono sono la testa e la coda, entrambe generalmente molto ben mimetizzate. L'estremità della coda viene agitata ed utilizzata per attirare le prede, venendo facilmente scambiata per una larva o un verme. Quando la preda del serpente tenta di catturarla, la vipera della morte colpisce. Sebbene si vociferi che questo serpente abbia lo scatto ed il morso più veloce di qualsiasi serpente al mondo, questo argomento non è stato studiato abbastanza per fare confronti affidabili.

## Veleno
Le vipere della morte possono iniettare in media 40–100 mg di veleno altamente tossico con un singolo morso. Il LD50 del veleno è stato riportato come 0,4-0,5 mg/kg sottocutaneo ed è completamente neurotossico, non contiene né emotossine né miotossine, a differenza della maggior parte dei serpenti velenosi.
Un morso di una vipera della morte può causare una paralisi che all'inizio sembra minore ma può causare la morte per un completo arresto respiratorio nel giro di 6 ore. I sintomi di avvelenamento possono essere invertiti attraverso l'uso dell'antiveleno, o utilizzando anti-colinesterasici, che rompono il blocco sinaptico rendendo l'acetilcolina più disponibile per il sistema nervoso parasimpatico, mitigando così gli effetti del veleno.
Prima dell'introduzione dell'antiveleno, circa il 50% dei casi di morsi di vipera della morte erano fatali. I decessi sono molto più rari al giorno d'oggi poiché l'antiveleno è ampiamente distribuito e la progressione dei sintomi di envenomatici è piuttosto lenta.